# Nordeberto
Nordeberto o Norberto  (muerto en el 697) fue duque de Borgoña y conde de París en el último tercio del siglo VII. Fue un seguidor fiel de Pipino de Heristal, que le encargó la administración de Neustria y Borgoña (en calidad casi de regente) tras la batalla de Tertry del 687. Los hijos de Pipino recibieron las mayordomías de estos reinos en el 695, aproximadamente. Nordeberto murió en el 697 y el gobierno de Borgoña pasó entonces a Drogo, hijo de Pipino y alcalde de Borgoña.
| Precedido por Berthar | Mayordomo de Palacio de Neustria 682-686 | Sucedido por Grimoaldo el Joven |